# Nick & Nora/Sid & Nancy
Nick & Nora/Sid & Nancy es el 26to episodio de la serie de televisión norteamericana Gilmore Girls.

## Resumen del episodio
Luke se ve en la obligación de acoger en su casa a su sobrino, Jess Mariano, de 17 años, hijo de su hermana Liz. Este muchacho está lleno de ideas locas y es un poco problemático y en su primer día en el pueblo empezó a generar ya ciertos enfrentamientos y Taylor y Babette fueron los primeros afectados. Lorelai realiza una pequeña celebración en su casa como un recibimiento para Jess y los invita a él y a Luke, pero ella empieza mal su relación con el muchacho al explicarle que él podrá resolver sus problemas con ayuda de Luke. Pero todo se vuelve peor cuando Lorelai le dice a Luke que Jess no tiene remedio y debe irse del pueblo, lo que hace que ambos se peleen; aunque Rory y Jess se llevaron muy bien desde que se conocieron. Entre tanto, en Chilton, Paris quiere hacerle la vida difícil a Rory y le da artículos poco importantes para el diario, pero ella los hace muy bien, y cuando la profesora le dice a Paris que le dé mejores encargos a Rory para hacer, le asigna una entrevista con Max (Paris había visto a Rory y a Max encontrarse en el pasillo, pero Rory había salido de ahí corriendo). Rory le hace la entrevista a Max y sale muy bien, aunque ambos expresaron ahí su deseo de haber querido ser parte de una familia alguna vez.

## Curiosidades
- Luke le dice a Lorelai que el padre de Jess se fue dos años atrás, pero en la siguiente temporada se dice que lo dejó cuando era un bebé.
- Cuando Rory sale de Luke's con su café y el pan danés, Lorelai aparece con otros jeans distintos a los que tenía momentos antes.
- Rory sale sin pagarle a Luke cuando va por el café.